# 사랑할 땐 누구나 최악이 된다
《사랑할 땐 누구나 최악이 된다》(노르웨이어: Verdens verste menneske, 영어: The Worst Person in the World)는 2021년 개봉한 노르웨이의 로맨틱, 블랙 코미디, 드라마 영화이다. 요아킴 트리에르가 감독과 공동각본을 맡았다. 제74회(2021년) 칸 영화제 여자연기상 수상작이자 황금종려상 경쟁후보작이다. 제94회 아카데미상(2022년) 각본, 국제영화상 부문 후보에 올랐다.

## 줄거리
오슬로에 사는 의대생 줄리는 의학에서 심리학, 그리고 사진으로 전공을 바꾼다. 20대 후반, 그녀는 15살 연상의 만화가 악셀 윌만과 연애를 시작한다. 글쓰기에 관심을 갖게 된 줄리는 악셀과 그의 부모님 집에서 주말을 보내던 중, 악셀이 아이를 갖자는 제안에 확신을 갖지 못한다. 악셀의 출판 행사 후 귀가하던 중, 줄리는 우연히 결혼식 피로연에 참석하게 되고 바리스타 에이빈드를 만난다. 각자 연인이 있었지만 둘은 밤새 농담과 친밀한 대화를 나누며 시간을 보내지만 성적인 관계는 맺지 않고 헤어진다. 이름만 교환한 채.
줄리는 페미니즘과 구강성교에 관한 짧은 이야기를 쓰고, 악셀은 이를 온라인에 게시하도록 격려한다. 이 이야기는 주목을 받고, 줄리는 30번째 생일을 맞지만 아버지의 불참에 실망한다. 며칠 후, 줄리의 이복 여동생은 아버지가 사실 줄리의 축구 경기를 보러 갔다는 사실을 알려준다. 책방에서 일하던 중 줄리는 에이빈드와 그의 여자친구 수니바를 다시 만나고, 악셀의 형제 부부와의 식사 자리에서 악셀은 자신의 만화 시리즈 ‘스라소니’가 영화화되는 과정에 불만을 토로하며 줄리는 지루함과 소외감을 느낀다. 줄리는 에이빈드와 데이트하며 사랑에 빠지는 상상을 하고, 결국 악셀과의 관계를 끝낸다.
에이빈드는 지나치게 사회 정의와 기후 변화에 몰두하는 수니바의 제약적인 생활 방식에 질려 그녀와 헤어진다. 줄리와 에이빈드는 함께 살기 시작하고, 에이빈드의 파티에서 친구들이 발견한 환각 버섯을 줄리가 먹고 환각을 경험한다. 다음날 밤, 줄리는 에이빈드에게 그와 함께 있을 때 가장 편안함을 느낀다고 고백한다. 하지만 이후 악셀이 불치병인 췌장암에 걸렸다는 사실을 악셀의 형으로부터 전해 듣는다. 얼마 후, 에이빈드는 줄리가 쓴 단편 소설을 발견하고 자전적인 이야기로 착각해 칭찬하지만, 악셀의 소식에 감정이 격해진 줄리는 그를 모욕하며 부인한다.
줄리는 임신 사실을 알게 되지만 에이빈드에게 알리는 것을 망설인다. 그녀는 병원에 있는 악셀을 찾아가고, 악셀은 죽음에 대한 두려움을 표현하면서도 여전히 그녀를 사랑한다고 말한다. 줄리는 임신 사실을 고백하지만 악셀은 그녀가 좋은 엄마가 될 것이라고 확신하면서도 그녀는 여전히 두려워한다. 집에 돌아온 줄리는 에이빈드에게 임신 사실을 알리고 아이를 가질지 결정할 시간이 필요하다고 말한다. 이후 악셀의 형으로부터 악셀이 곧 사망할 것이라는 음성 메시지를 받는다. 샤워 중 줄리는 유산을 경험한다.
시간이 흘러 줄리는 영화 촬영 현장에서 사진작가로 일하고 있다. 그녀는 여배우를 촬영하고, 나중에 여배우가 에이빈드와 아기와 함께 있는 모습을 본다. 집으로 돌아온 줄리는 그날 찍은 사진들을 편집하기 시작한다.

## 출연

### 주연
- 레나테 레인스베 - 율리에 역

### 조연
- 아네르스 다니엘센 리 - 악셀 역
- 헤르베르트 노르드룸 - 에이빈드 역
- 마리아 그라지아 디 메오 - 수니바 역
- 한스 올라브 브레너 - 올레 마그너스 역